# AB Doradus
AB Doradus è un sistema stellare, costituito da tre giovani stelle classificate come stelle pre-sequenza principale, situato nella costellazione di Dorado.
La componente principale, AB Doradus A, è una nana arancio-rossa, classificata come stella a flare, che mostra dei periodici aumenti nella propria attività, oltre ad una velocità di rotazione 50 volte superiore a quella del Sole, il che conferisce all'astro un intenso campo magnetico. L'intensa attività magnetica fa sì che la stella abbia un gran numero di macchie, superiore a quello del Sole, che provoca delle apparenti variazioni nella luminosità della stella durante il suo periodo di rotazione. Le misurazioni condotte sulla rotazione della stella hanno mostrato che essa varia nel corso del tempo a causa dell'effetto del campo magnetico.
La seconda componente, AB Doradus B, è a sua volta un sistema binario che orbita attorno alla componente principale ad una distanza media di 135 UA. Attorno alla principale orbita quella che è stata definita come la stella più piccola conosciuta nella quale avvengono le reazioni di fusione nucleare. Denominata AB Doradus C, orbita attorno alla principale ad una distanza di 2,3 UA in un periodo di 11,75 anni. La sua massa, circa 93 volte superiore a quella di Giove, è prossima al limite di 75-83 masse gioviane, al di sotto del quale un corpo celeste è classificato come nana bruna.
Il sistema di AB Doradus fa parte della cosiddetta Associazione di AB Doradus, una piccola associazione stellare costituita da circa 30 stelle che si muovono nello spazio nella stessa direzione generale ed hanno un'età simile. Per tale motivo gli astronomi ritengono che tali stelle si siano formate tutte dalla medesima nube molecolare gigante.